# Capromimus
Capromimus is een monotypisch geslacht van straalvinnige vissen uit de familie van zonnevissen (Zenionidae).

## Soort
- Capromimus abbreviatus (Hector, 1875)